# Олимпийский комитет Украины
Национальный олимпийский комитет Украины (укр. Національний олімпійський комітет України) — украинская спортивная организация, обеспечивающий участие команды от Украины на Олимпийских играх.

## История
История олимпийского движения на Украине началась в 1952 году, когда спортсмены Украинской ССР в составе сборной команды Советского Союза впервые приняли участие в играх XV Олимпиады в Хельсинки.
С 1952 по 1990 годы олимпийское движение в УССР развивалось и укрепляло свою позицию в жизни страны. Украинские атлеты составляли менее 25 % каждой олимпийской команды СССР.
Во время ХХІІ Олимпиады 1980 года некоторые матчи футбольного турнира с большим успехом проводились в Киеве.
22 декабря 1990 года Генеральная ассамблея основателей приняла решение создать Национальный олимпийский комитет Украины и эта дата является официальной датой его создания.
В сентябре 1993 года НОК Украины был окончательно признан Международным олимпийским комитетом. НОК Украины действует в соответствии с положениями Олимпийской хартии, Конституции Украины и действующего законодательства Украины и своего Устава.

## Президенты НОК Украины
- 1990—1998 — Валерий Борзов
- 1998—2002 — Иван Федоренко
- 2002—2005 — Виктор Янукович
- 2005—2022 — Сергей Бубка
- 2022 — настоящее время — Вадим Гутцайт